# اختيار الاقتطاع
اختيار الاقتطاع في تربية الحيوانات والنباتات، هو طريقة قياسية في التربية الانتقائية في اختيار الحيوانات المراد تربيتها للجيل القادم. تُرتب الحيوانات حسب قيمتها المظهرية من خلال بعض السمات مثل إنتاج الحليب، والنسبة المئوية الاعلى هي التي يُعاد انتاجها. يمكن نمذجة تأثيرات اختيار الاقتطاع لسمة مستمرة بواسطة معادلة المربي القياسية باستخدام التوريث والتوزيعات العادية المقتطعة. في سمة ثنائية، يمكن نمذجتها بسهولة باستخدام نموذج حد المسؤولية. تعتبر طريقة سهلة وفعالة للتربية.

## علوم الكمبيوتر
في علوم الكمبيوتر، يعد اختيار الاقتطاع طريقة اختيار مستخدمة في الخوارزميات الجينية لاختيار الحلول المرشحة المحتملة لنمذجة إعادة الإندماج بعد طريقة التربية. في اختيار الاقتطاع، تُرتب الحلول المرشحة حسب اللياقة، وبعض النسب، p، (على سبيل المثال، p = 1/2 1/3، إلخ) الافراد الاصلح هي التي تُختار ويُعاد إنتاجها 1/p مرة. يعتبر اختيار الاقتطاع أقل تعقيداً من طرق اختيار أخرى عديدة، ولا يستخدم غالباً في الممارسة العملية. يُستخدم في الخوارزمية الجينية لمولنبين.